# Cladomnion valdiviae
Cladomnion valdiviae là một loài rêu trong họ Ptychomniaceae. Loài này được Müll. Hal. mô tả khoa học đầu tiên năm 1897.